# Катетпижон
Катетпижон (фр. Castetpugon) насеље је и општина у југозападној Француској у региону Аквитанија, у департману Атлантски Пиринеји која припада префектури По.
По подацима из 2011. године у општини је живело 179 становника, а густина насељености је износила 23,9 становника/km². Општина се простире на површини од 7,49 km². Налази се на средњој надморској висини од 148 метара (максималној 251 m, а минималној 114 m).

## Демографија
| 1962. | 1968. | 1975. | 1982. | 1990. | 1999. | 2011. |
| ----- | ----- | ----- | ----- | ----- | ----- | ----- |
| 160   | 173   | 190   | 156   | 159   | 170   | 179   |

График промене броја становника у току последњих година